# ممشقاوية
الممشقاوية (الاسم العلمي: Dipsaceae) هي قبيلة من النباتات تتبع فصيلة المعزية الورق من الرتبة الممشقيات.

## أجناس
- الممشقة